# Iris Adrian
Iris Adrian (Los Angeles, 29 mei 1912 – aldaar, 17 september 1994) was een Amerikaanse actrice.

## Biografie
Adrian begon haar carrière bij de Ziegfeld Follies op Broadway. Ze speelde vooral ondersteunende rollen in films. Op het einde van haar carrière acteerde ze in verschillende Disney-producties zoals The Love Bug en haar laatste film Herbie Goes Bananas.
Adrian overleed in 1994 op 82-jarige leeftijd aan complicaties na een heupbreuk, opgelopen tijdens de Northridge-aardbeving van 1994. Ze werd begraven op Forest Lawn Memorial Park (Hollywood Hills).

## Filmografie (selectie)
- 1935 · Stolen Harmony
- 1955 · Lady of Burlesque
- 1944 · Bluebeard
- 1946 · The Bamboo Blonde
- 1948 · The Paleface
- 1957 · Carnival Rock
- 1968 · The Love Bug

- Bibliothèque nationale de France: cb140060276 (data)
- Gemeinsame Normdatei: 1061933032
- International Standard Name Identifier: 0000 0001 1570 6274
- Library of Congress Control Number: n85378962
- MusicBrainz: bc6eee73-70ab-4c0f-85b1-6d4c1a106ef0
- SNAC: w62k9c99
- Système universitaire de documentation: 160959926
- Virtual International Authority File: 53154054
- WorldCat: E39PBJg8J64vmttyCyHpbdBMfq